# Oberea elegantula
Oberea elegantula är en skalbaggsart som först beskrevs av Hermann Julius Kolbe 1894.  Oberea elegantula ingår i släktet Oberea och familjen långhorningar. Inga underarter finns listade i Catalogue of Life.